# ووت اس‌بی‌یو کرسر
ووت اس‌بی‌یو کرسر (به انگلیسی: Vought SBU Corsair) یک هواپیمای ساختِ کارخانهٔ ووت در کشور ایالات متحده آمریکا است. نخستین استفاده‌کنندهٔ این هواپیما نیروی دریایی ایالات متحده آمریکا بوده‌است. این هواپیما برای نخستین بار در ۱ مه ۱۹۳۳ میلادی مورد استفاده قرار گرفت.